# 대한민국 원자력안전위원회
원자력안전위원회(原子力安全委員會)는 원자력안전에 관한 업무를 수행을 관장하는 대한민국의 중앙행정기관이다. 위원장은 차관급 정무직공무원으로, 사무처장은 고위공무원단 가등급에 속하는 일반직공무원으로 보하는 상임위원이 겸직한다.

## 소관 사무
- 원자력안전관리에 관한 사항
- 원자력안전관리에 따른 연구·개발에 관한 사항
- 그 밖에 「원자력안전위원회의 설치 및 운영에 관한 법률」 또는 다른 법률에서 위원회의 사무로 정한 사항

## 연혁
- 1997년 7월 1일: 과학기술처 소속으로 원자력안전위원회 설치.[5]
- 1998년 2월 28일: 과학기술부 소속으로 변경.
- 2008년 2월 29일: 교육과학기술부 소속으로 변경.[6]
- 2011년 10월 26일: 대통령 소속으로 변경.[7]
- 2013년 3월 23일: 국무총리 소속으로 변경.[8]

## 조직
위원장 1명, 상임위원 1명, 비상임위원 7명으로 구성한다. 위원은 원자력안전에 관한 식견과 경험이 풍부한 사람 중에서 대통령이 임명하되 위원장은 국무총리의 제청을, 상임위원을 포함한 위원 4명은 위원장의 제청을 거친다. 위원의 임기는 3년이며 한 차례 연임이 가능하다.
회의는 위원장이 단독으로, 또는 위원 2명 이상의 요구가 있을 때 위원장이 소집하며 의결은 재적위원 과반수의 찬성으로 한다. 실무적인 자문이나 사전검토 혹은 사무의 효율적 수행을 위해 필요한 경우 전문위원회를 둘 수 있으며 사무를 처리하기 위해 사무처를 둔다.
| 국                     | 담당관실·과                                                                                |
| 사무처장 산하 하부조직 | 사무처장 산하 하부조직                                                                     |
| ---------------------- | ------------------------------------------------------------------------------------------ |
| 기획조정관실           | 기획재정담당관실ㆍ국제협력담당관실ㆍ안전소통담당관실ㆍ혁신행정데이터팀                     |
|                        | 감사조사담당관실ㆍ운영지원과                                                               |
| 안전정책국             | 안전정책과ㆍ원자력안전과ㆍ원자력심사과ㆍ안전기준과                                         |
| 방사선방재국           | 방사선안전과ㆍ생활방사선안전과ㆍ방사성폐기물안전과ㆍ방재환경과ㆍ원자력통제과ㆍ원자력안보팀 |

### 소속기관
- 위원장의 소관 사무를 분장하는 기관
  - 지역사무소

### 소속 위원회
| 위원회명                       | 주관부처         | 설치근거                                    | 비고 |
| ------------------------------ | ---------------- | ------------------------------------------- | ---- |
| 원자력손해배상심의회           | 원자력안전위원회 | 원자력손해배상법 제15조                     |      |
| 원자력시설등의물리적방호협의회 | 원자력안전위원회 | 원자력시설등의방호및방사능방재대책법 제5조  |      |
| 조사위원회                     | 원자력안전위원회 | 원자력시설등의방호및방사능방재대책법 제43조 |      |

## 정원
원자력안전위원회에 두는 공무원의 정원은 다음과 같다.
| 총계      | 총계              | 129명 |
| --------- | ----------------- | ----- |
| 정무직 계 | 정무직 계         | 1명   |
|           | 위원장            | 1명   |
|           |                   |       |
| 일반직 계 | 일반직 계         | 128명 |
|           | 고위공무원단      | 4명   |
|           | 3급 이하 5급 이상 | 71명  |
|           | 6급 이하          | 51명  |
|           | 전문경력관        | 2명   |

## 재정
총수입·총지출 기준 2023년 재정 규모는 다음과 같다.
| 구분     | 세입예산       | 작년 대비 증감 |
| -------- | -------------- | -------------- |
| 일반회계 | 17억 7100만 원 | +5.61%         |
|          |                |                |
| 합계     | 17억 7100만 원 | +5.61%         |

| 구분     | 구분             | 세출예산         | 작년 대비 증감 |
| -------- | ---------------- | ---------------- | -------------- |
| 일반회계 | 일반회계         | 1432억 7000만 원 | -8.22%         |
|          | 과학기술연구지원 | 474억 4100만 원  | -15.49%        |
|          | 과학기술일반     | 212억 8400만 원  | +4.18%         |
|          | 과학기술연구개발 | 745억 4500만 원  | -6.27%         |
|          |                  |                  |                |
| 합계     | 합계             | 1432억 7000만 원 | -8.22%         |

## 사건·사고 및 논란

### 원전 확대론자 위원장 임명 논란
2011년 9월 6일 환경운동연합 등 4개 시민사회단체는 서울특별시 세종대로 정부서울청사 앞에서 기자회견을 열고 강창순 서울대 명예교수가 초대 원자력안전위원장으로 내정된 것에 대해 “당장 내정을 철회하라”고 촉구했다. 환경연합은 “원자력안전위원회 법률이 위원장 결격 규정을 두고 있는 이유는 원전업계 등 이해관계자들로부터 독립성을 확보하기 위한 것”이라며 “업계에 깊숙이 관계해온 인물을 위원장으로 내정하면서 법의 취지가 무력화되고 있다”고 밝혔다.
서울대 원자핵공학과 명예교수인 강 내정자는 원자력 산업을 이끌어온 대표적 인물로, 원자력 사업자 단체인 한국원자력산업회 부회장을 맡고 있다가 위원장 내정 직후 사퇴했다. 강 내정자는 원전 건설업체인 두산중공업의 사외이사를 맡은 경력이 있으며, 원전을 운영하는 한국수력원자력의 자문위원으로 활동한 적도 있다. 그는 원전업체로부터 여러 프로젝트를 수주했으며, 우리나라 원전 비중을 70%로 확대해야 한다는 소신을 피력하기도 했으며 2004년 부안 핵폐기장 유치반대 운동이 한참일 때, 서울대가 있는 관악산에 핵폐기장을 유치하자는 60여 명의 서울대 교수들의 제안을 맨 앞에서 이끌기도 했다.

### 위원장 원전산업진흥 관련 행사 참여 논란
2011년 10월 27일 강창순 초대 위원장이 경주시 현대호텔에서 열리고 있는 한국원자력학회 행사에 참여하여 논란이 되었다. 문제는 원자력학회가 원자력에 관한 학술과 기술발전을 목적으로 하고 있지만 한국수력원자력과 두산중공업, 삼성물산 등 원전 사업자들도 다수 참여하고 있어 사실상 원자력산업의 진흥에 더 많은 관심과 사업들이 이뤄지는 단체이기 때문이다. 원자력안전위원회의 경우 일본 원전사고가 원전 안전규제기관과 사업기관이 분리되지 않아 사고가 증폭된 점을 고려해 정부내 독립기관으로 원전의 안전과 규제업무를 책임져 줄 것을 바라는 요청들에 의해 설립된 기관인 점을 고려할 때, 이의 수장이 원전 사업과 진흥에 관심이 큰 단체를 첫 방문지로 선택한 것은 문제가 있다는 지적이다.

## 같이 보기
- 원자력안전위원회 위원장
- 원자력안전위원회 상임위원
- 국제원자력기구
- 한국수력원자력
- 한국원자력안전기술원
- 한국원자력통제기술원
- 한국원자력연구원
- 한국원자력의학원

### 내용주
1. 1 2  개방형 직위.
2. ↑  2025년 2월 17일까지 존속하는 한시조직.
3. ↑  2024년 2월 28일까지 존속하는 한시조직.

### 참조주
1. 1 2  「원자력안전위원회와 그 소속기관 직제」 별표 2
2. 1 2  기획재정부. “열린재정 > 재정연구분석 > 재정분석통계 > 예산편성현황(총수입)”. 《열린재정》. 2023년 1월 5일에 확인함.
3. 1 2  기획재정부. “열린재정 > 재정연구분석 > 재정분석통계 > 세목 예산편성현황(총지출)”. 《열린재정》. 2023년 1월 5일에 확인함.
4. ↑  황주윤 (2011년 10월 26일). “원자력안전위원회, 독립기구로 출범”. 《MBN》. 2011년 10월 30일에 확인함.
5. ↑  법률 제5233호
6. ↑  법률 제8852호
7. ↑  법률 제10912호
8. ↑  법률 제11715호
9. ↑  목정민 (2011년 9월 6일). “환경단체 "원자력안전위원장 내정 철회를"”. 《경향신문》. 2017년 8월 19일에 확인함.
10. ↑  “[사설] 원전 확대론자가 원자력안전위원장이라니”. 《한겨레》. 2011년 10월 25일. 2011년 10월 30일에 확인함.
11. ↑  김재원 (2011년 10월 27일). “원자력안전위원장, 원자력학회 방문 논란”. 《노컷뉴스》. 2011년 10월 30일에 확인함.